# Francesco Pardi (1869-1942)
Francesco Pardi (Mérida, 6 aprile 1869 – Pisa, 9 dicembre 1942) è stato un medico e politico italiano.

## Biografia
Nacque in Venezuela nella città di Mérida, figlio di Ulisse, facoltoso commerciante, e di Agatina Magi. Con la famiglia rientrò in Italia da bambino, all'Isola d'Elba. Frequento poi il collegio e il liceo a Livorno, prima di iscriversi alla facoltà di Medicina e Chirurgia dell'Università di Pisa, dove si laureò nel 1894.
Fu poi assistente dell'Istituto di Igiene e in seguito medico e professore di anatomia umana presso l'Università di Pisa.
Si candidò per i liberali-democratici alle elezioni amministrative per il Consiglio Provinciale e per il Consiglio Comunale di Pisa del 7 novembre 1920. Ricoprì poi l'incarico di sindaco di Pisa dal 29 novembre 1920 all'autunno 1922; fu l'ultimo sindaco prima dell'avvento del fascismo.
Dal 1924 al 1927 ricopri il ruolo di presidente della squadra di calcio cittadina, il Pisa Sporting Club.
Fu anche presidente del comitato di sezione pisano della Croce Rossa Italiana dal luglio 1917 al 1925 e poi dal 13 giugno 1940 al 9 dicembre 1942, quando morì all'età di 73 anni.
Sposò Alvida de' conti Bonanni e fu padre dell'etologo Leo Pardi e nonno del senatore Pancho Pardi.

## Opere
- Francesco Pardi, La morfologia comparata dei muscoli psoas minor, ilio-psoas e quadratus lumborum, Pisa, Tipografia succ. fratelli Nistri, 1902.
- Johannes Sobotta, Atlante e compendio di istologia e anatomia microscopica dell'uomo / del dottor J. Sobotta; prima traduzione italiana del dottor Francesco Pardi, Milano, Società Editrice Libraria, 1903.
- Francesco Pardi, Compendio di istologia: dottrina della cellula e dei tessuti, Pisa, Luigi Guidi-Buffarini, 1909.
- Francesco Pardi, Contributo allo studio dello sviluppo del grasso nel mesenterio dei mammiferi: nota preliminare, Pisa, F. Mariotti, 1909.
- Francesco Pardi, Istologia, Pisa, Vallerini, 1935.

## Omaggi
- Il Comune di Pisa gli ha intitolato una via nel quartiere di Pisanova.
- Il Comune di San Giuliano Terme gli ha dedicato una via nella frazione di Campo.